# Katedrála v Bamberku
Katedrála svatého Petra a svatého Jiří v Bamberku, nebo též Bamberský dóm (německy Bamberger Dom St. Peter und St. Georg) je římskokatolická sídelní katedrála bamberských arcibiskupů. Byla založena roku 1002 jako císařský chrám a nekropole v bavorském městě Bamberk. Tato významná románsko-gotická architektonická památka je od roku 1993 je společně s celým historickým centrem města Bamberku zapsána na seznamu světového dědictví UNESCO.

## Historie

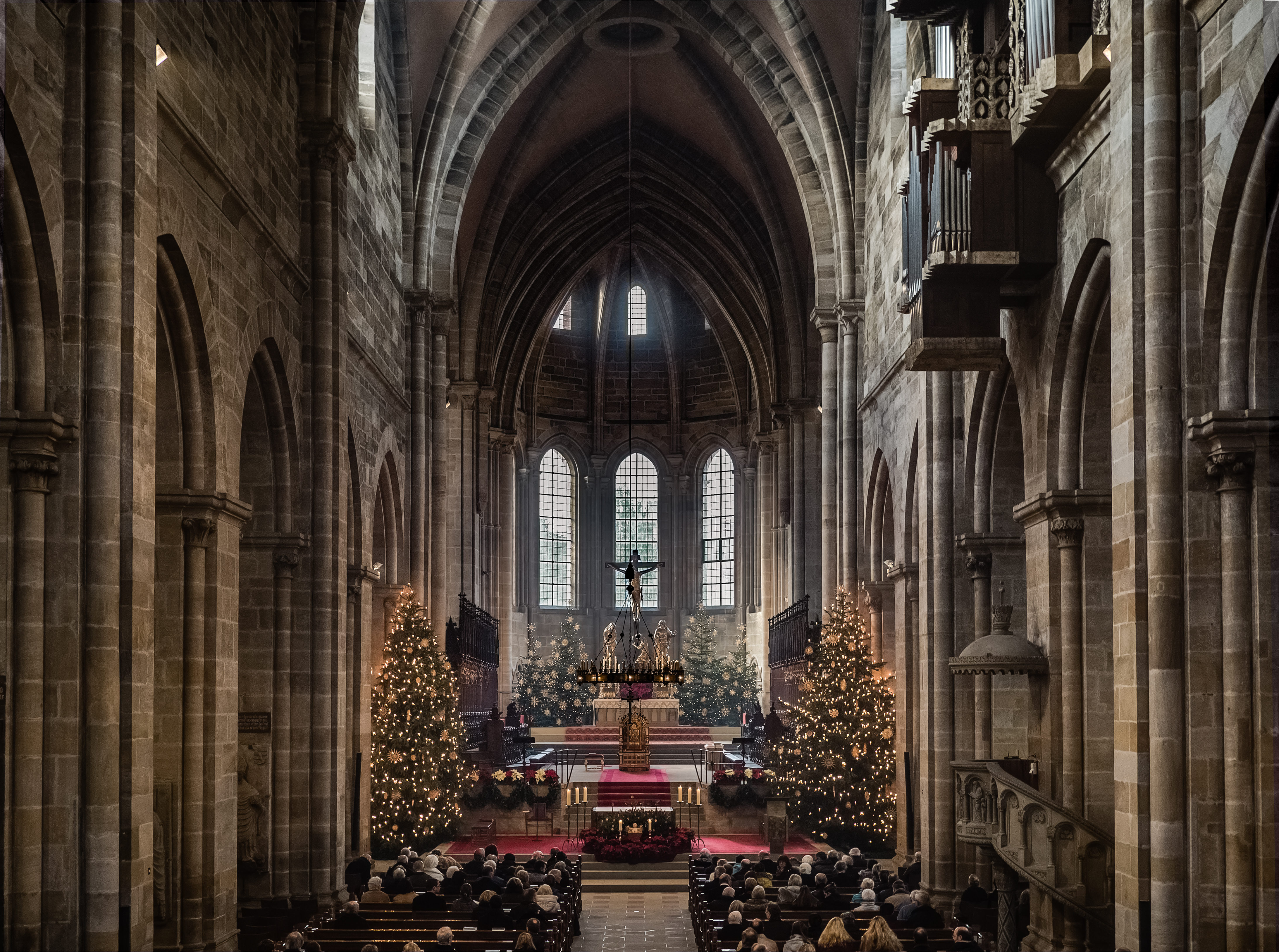
Západní chór s. Petra

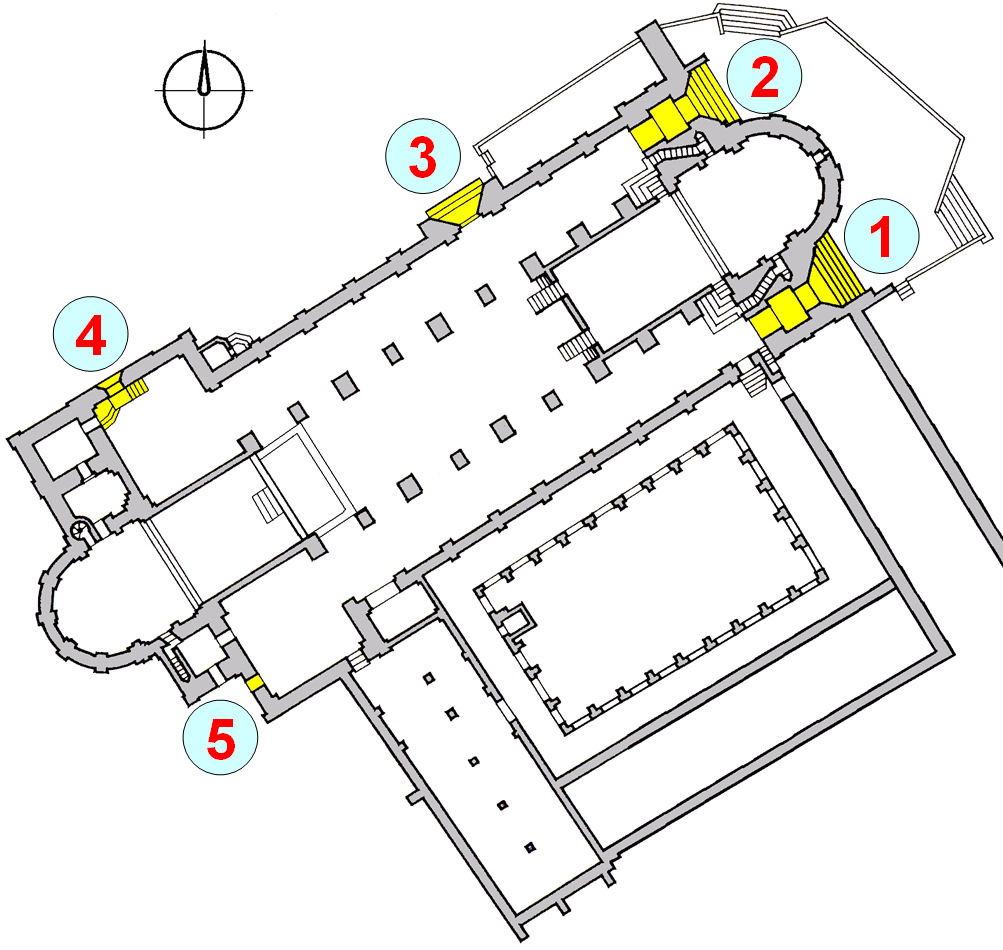
Půdorys chrámu s vyznačením sochařsky zdobených portálů

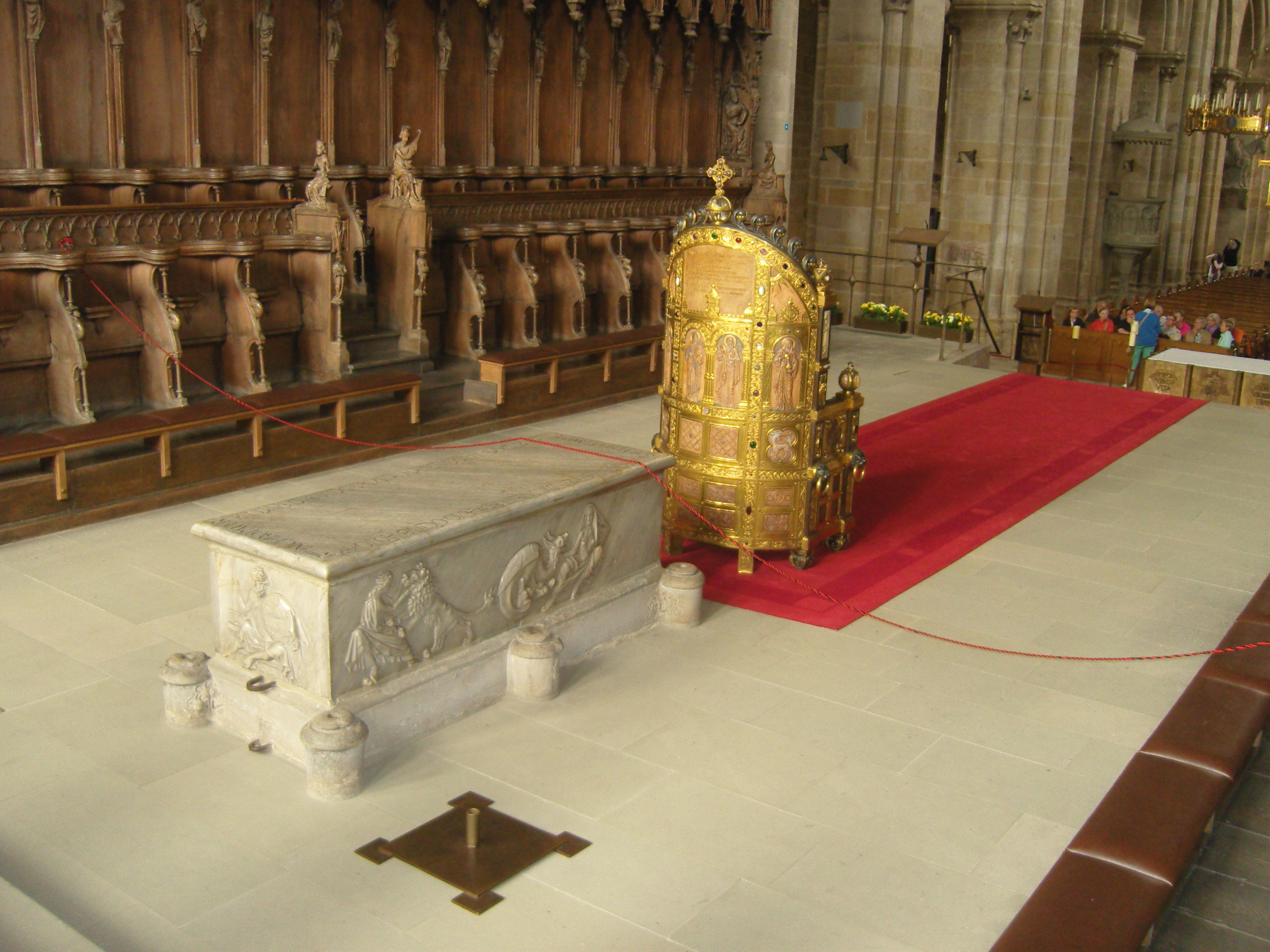
Hrobka papeže Klementa II., biskupské křeslo a chórové lavice

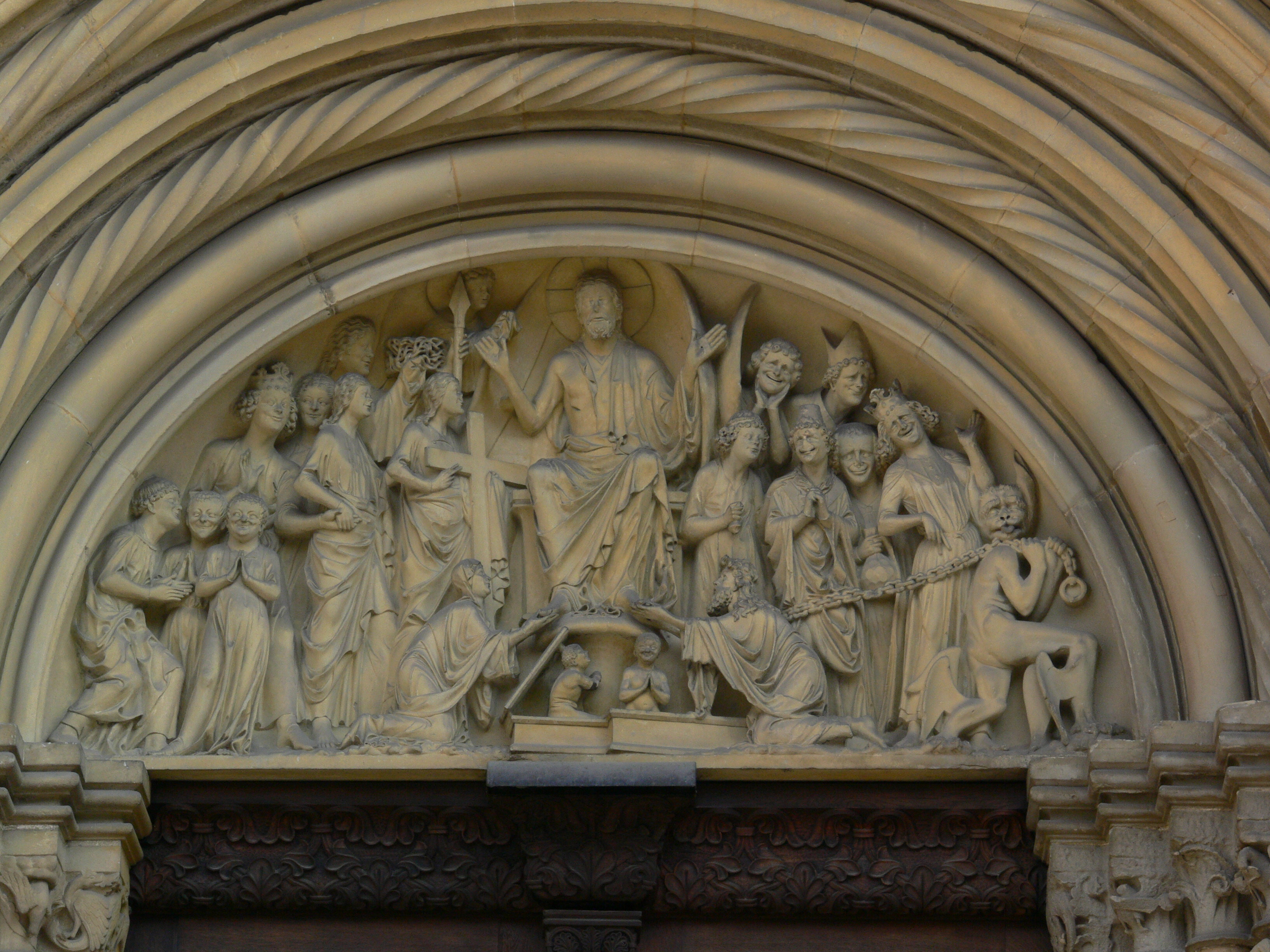
Poslední soud na Knížecí bráně

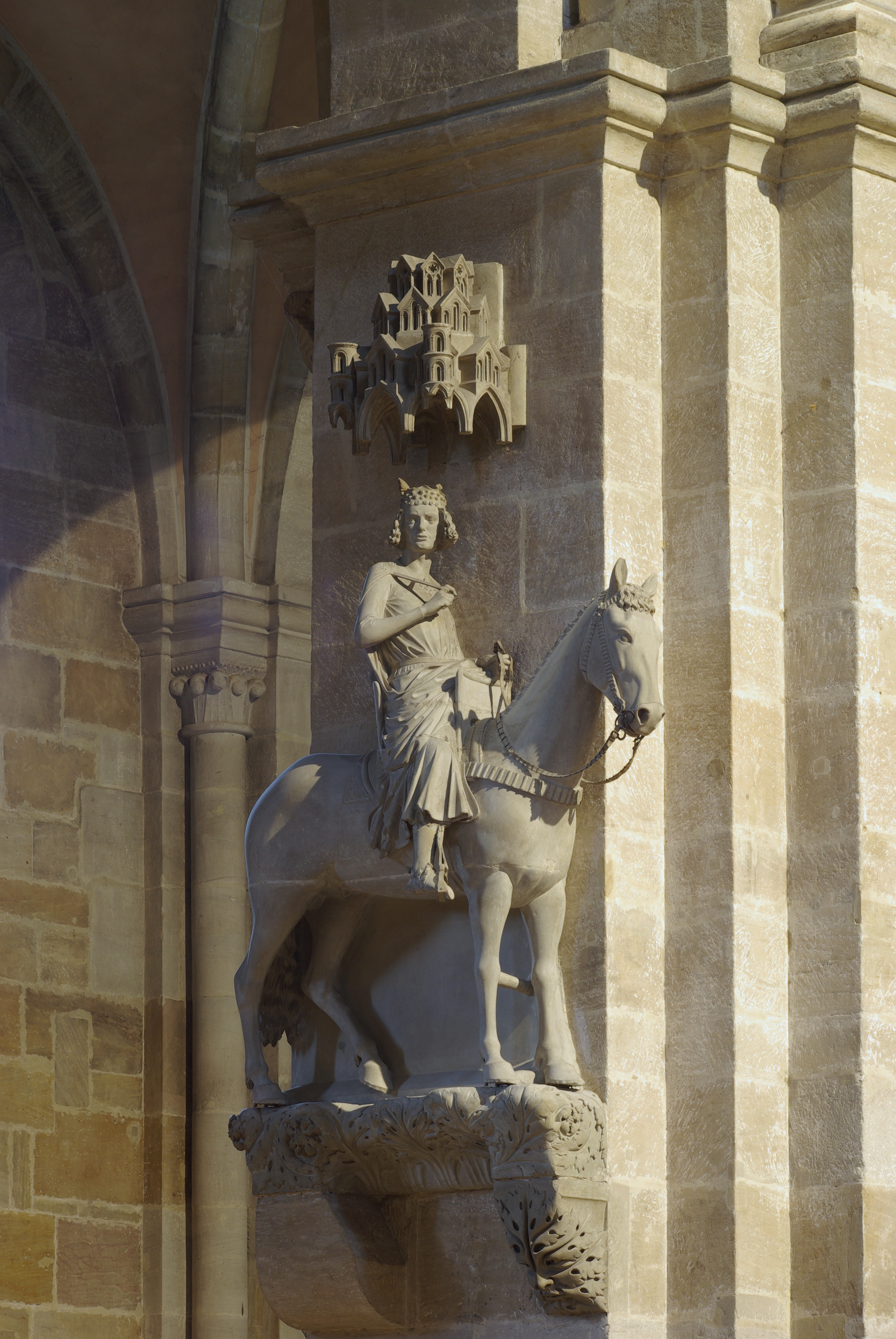
Tzv. Bamberský jezdec

Na Babenbergu, kde se nachází katedrála, stála už v roce 1030 kaple svatého Ondřeje, snesená roku 1777. Stávající dóm je už třetí stavbou v pořadí na tomto místě. Základy k první z nich položil roku 1002 římský král a budoucí císař Jindřich II. ze saského rodu Liudolfovců, který je v katedrále i pohřben.Tentýž panovník rozhodl na církevním shromáždění ve Frankfurtu nad Mohanem v roce 1007, že Bamberk bude sídlem biskupství. Nový kostel byl vysvěcen roku 1012. Při dómu byla založena škola, rozsáhlá rukopisná knihovna a zřízena říšská kancelář, z níž vzešlo mnoho biskupů. V sousedství kostela byla postavena císařská falc. Bamberk se tak stal jedním z duchovních a politických center Bavorska.
Na Bílou sobotu (3. dubna) 1081 však kostel vyhořel. Za episkopátu biskupa Oty Bamberského (1102–1139) byl postaven kostel nový, provizorní, ale i ten byl roku 1185 zničen požárem. Na přelomu 12. a 13. století se začalo se stavbou třetího, stávajícího kostela. Ten byl vysvěcen 6. května 1237. V 17. století byl interiér chrámu vybaven barokně. V letech 1828–1837 byl barokní mobiliář odstraněn a nahrazen novorománským, který až dosud převažuje. Při posledních úpravách interiéru v letech 1969–1974 byl, v souladu se závěry druhého vatikánského koncilu, hlavní oltář přenesený z východního do západního chóru.

## Architektura a výzdoba
Trojlodní dvouchórová bazilika má východní chór zasvěcený sv. Jiří a pod ním kryptu, západní chór je zasvěcený sv. Petrovi. Čtyři věže kostela dosahují výšky 81 metrů, na západním průčelí je spojuje tzv. westwerk. Vzorem pro západní dvojvěží byly věže katedrály v Laonu.

### Exteriér
Rovnocennou uměleckou hodnotu k architektuře chrámu představuje jeho sochařská výzdoba, a to jak interiéru, tak exteriéru. Je ukázkou přechodného slohu mezi románskou a gotickou plastikou, zejména je to patrné na výzdobě všech čtyř portálů.
Autorem velké části plastik je anonymní bamberský mistr z poloviny 13. století. Jeho dílo čerpalo inspiraci ze sochařské výzdoby katedrály v Remeši. Každý ze čtyř portálů katedrály, nazývaných též brány, je opatřen bohatou plastickou výzdobou. Nejstarší z nich je Adamův portál, který tvořil hlavní vchod do kostela.(1) Pojmenovaný je podle plastik Adama a Evy. Jedná se o první monumentální akty v západním středověkém umění. Druhým portálem je Milostná, jinak Mariánská brána.(2) V tympanonu má mariánské sousoší s donátory, umístěná je v severovýchodní věži a používala se jen při výjimečných příležitostech, jako byly liturgické průvody. Rovněž Knížecí brána se používala výjimečně, např. když byl zemřelý biskup přinášen do chrámu k pohřbení. Na tympanonu brány je znázorněn Poslední soud. Ten se stal pověstným kvůli emocím vyjádřeným na tvářích jak prokletých, tak spasených. Pocity radosti totiž vyjadřují jak ti druzí, tak i prokletí. Je otázkou, zda to bylo autorovým úmyslem.(3) Svatovítská brána je vyzdobena nejméně. Jméno dostala podle svatovítské fary na dómském pahorku, která byla domovem světských obyvatel okrsku.(4) Vchody do katedrály uzavírají tzv. Mřížové dveře, sloužící přes den spolu s Adamovou branou jako hlavní vstup.(5)

### Interiér
K významným uměleckým dílům patří:
- Sochařská výzdoba dřevěné přepážky západního chóru, vzniklé kolem roku 1380. Obsahuje reliéfy apoštolů, světců, proroků, Sibyl a dalších osobností. Zvláštní pozornost si zaslouží plastiky krále Davida a královny ze Sáby.
- Jezdecká socha nazývaná Bamberský jezdec (Der Bamberger Reiter) na pilíři mezilodní arkády; Vytvořil ji neznámý mistr kolem roku 1235. Existuje několik hypotéz, kde byla socha původně umístěna a koho představuje: může to být uherský král Štěpán I., švagr Jindřicha II., který měl být v katedrále pokřtěn a je vyobrazen také na portále, sám císař-zakladatel Jindřich II., císař Fridrich II., za něhož byl kostel přestavěn, nebo Konstantin Veliký. Podle historika Hannese Möhringa z univerzity v Bayreuthu může být symbolickou postavou Krále králů z Janovy Apokalypsy.[6]
- Novorománská biskupská katedra, vytvořená roku 1899 pro arcibiskupa Josefa von Schorka při příležitosti jeho 70. narozenin, obložená zlatem a drahokamy.
- Náhrobní tumba papeže Klementa II. († 1047), raně gotická práce z bílého italského mramoru z doby kolem roku 1240, s reliéfy čtyř křesťanských ctností. Je to jediný papežský hrob severně od Alp. Papež Klement byl původně bamberský biskup jménem Suitger.
- Kamenný sarkofág římského krále Konráda III., který v roce 1152 zemřel v Bambergu. Je umístěný v kryptě kostela.
- Gotické náhrobní figury bamberských biskupů.
- Mramorový náhrobek císaře Jindřicha II. a císařovny Kunhuty z dílny sochaře Tilmana Riemenschneidera z roku 1513.
- Oltář Narození Páně od Veita Stosse, pozdně gotická dřevořezba z roku 1523. Původně byl umístěný v karmelitánském kostele v Norimberku.
- Kirchgattendorfský mariánský oltář z doby kolem roku 1510. Pojmenovaný je podle vesnice, v jejímž kostele se původně nacházel.

Ke křížové chodbě přiléhá diecézní muzeum s významnými exponáty. K nejcennějším patří ornát papeže Klementa II., pohřební rubáš biskupa Gunthera a zlatem vyšívané pláště císaře Jindřicha II. a jeho manželky Kunhuty, vše z 11. století.

## Galerie

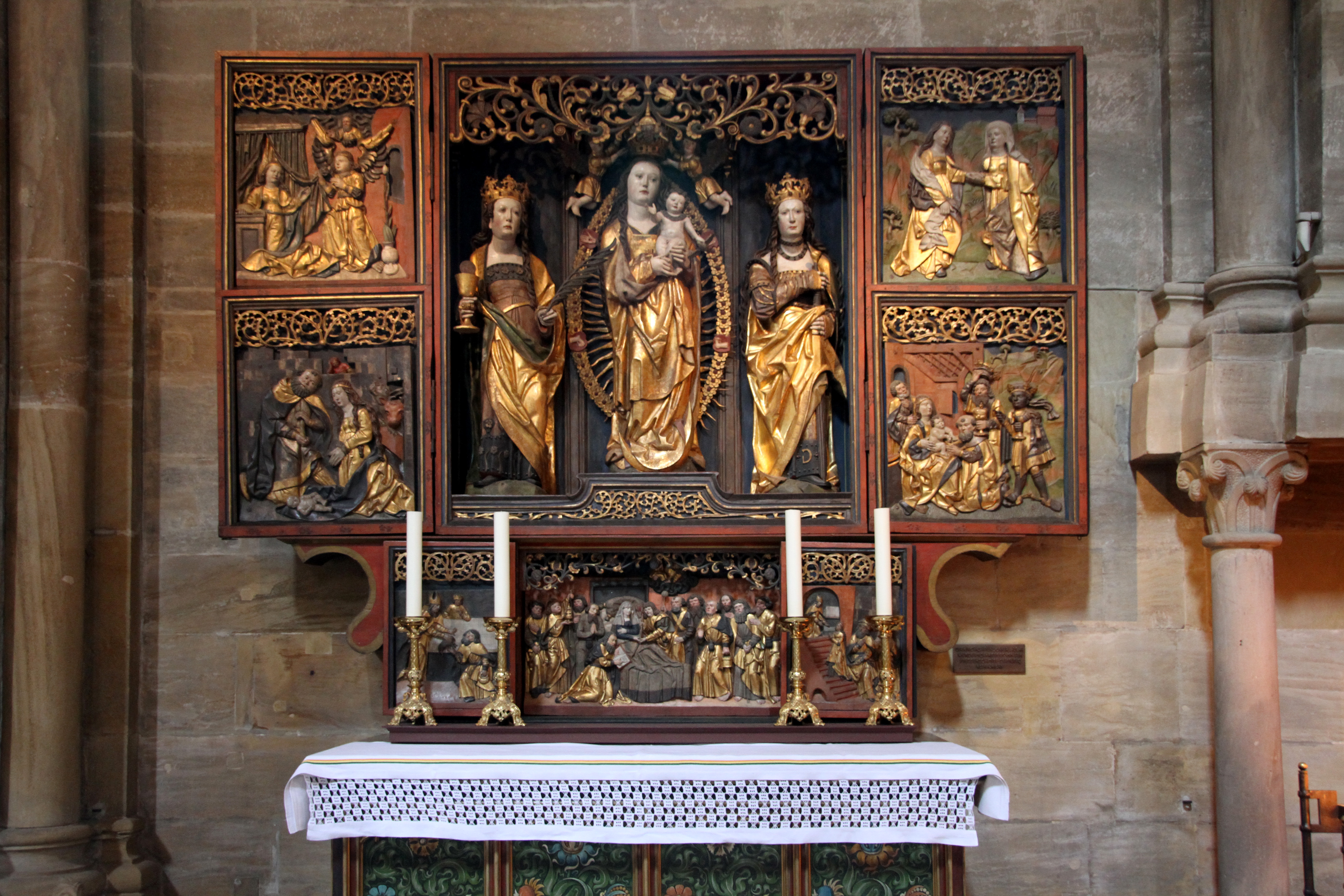
Kirchengattendorfský oltář z počátku 16. století
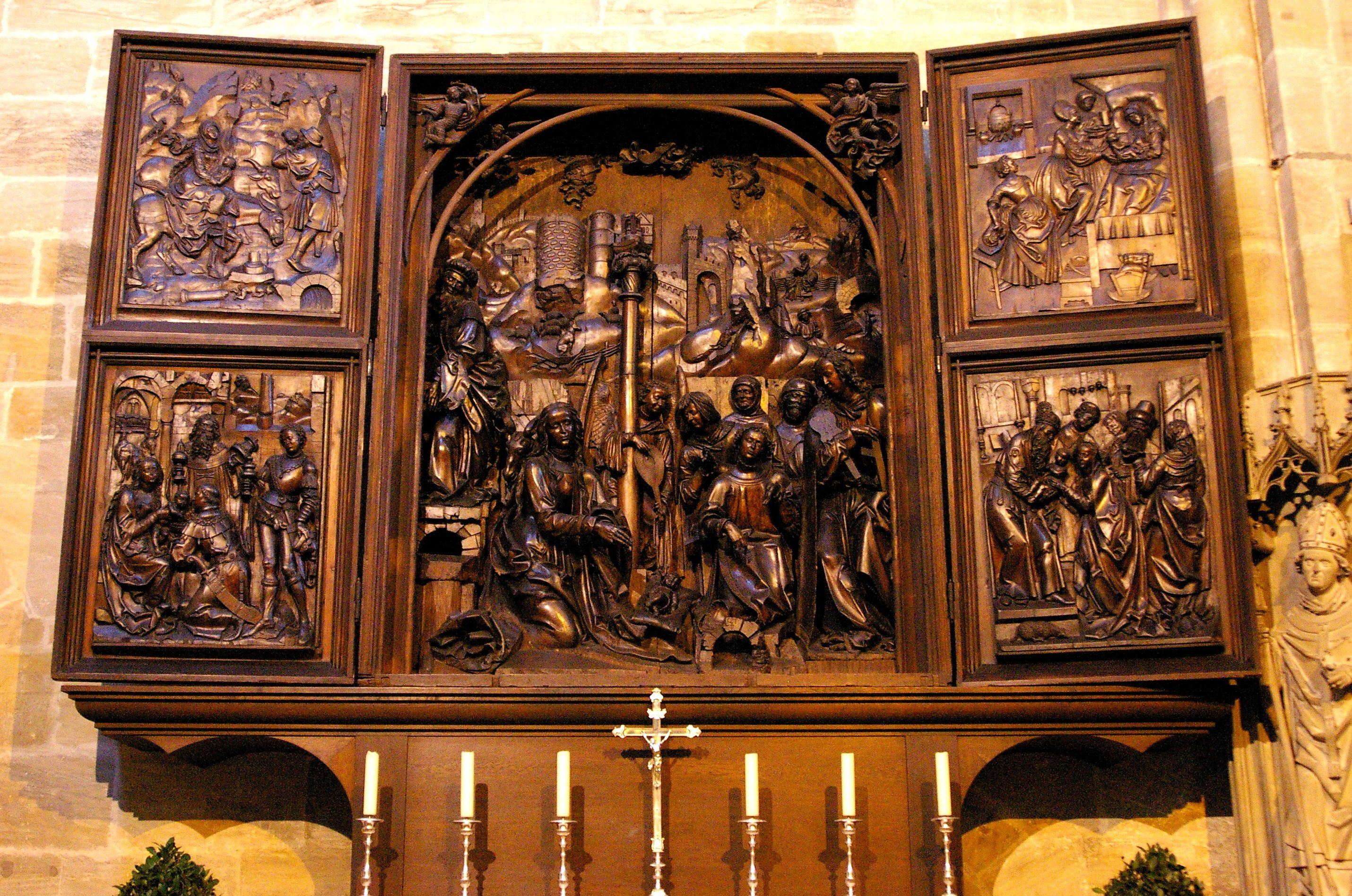
Oltář Veita Stosse z roku 1523
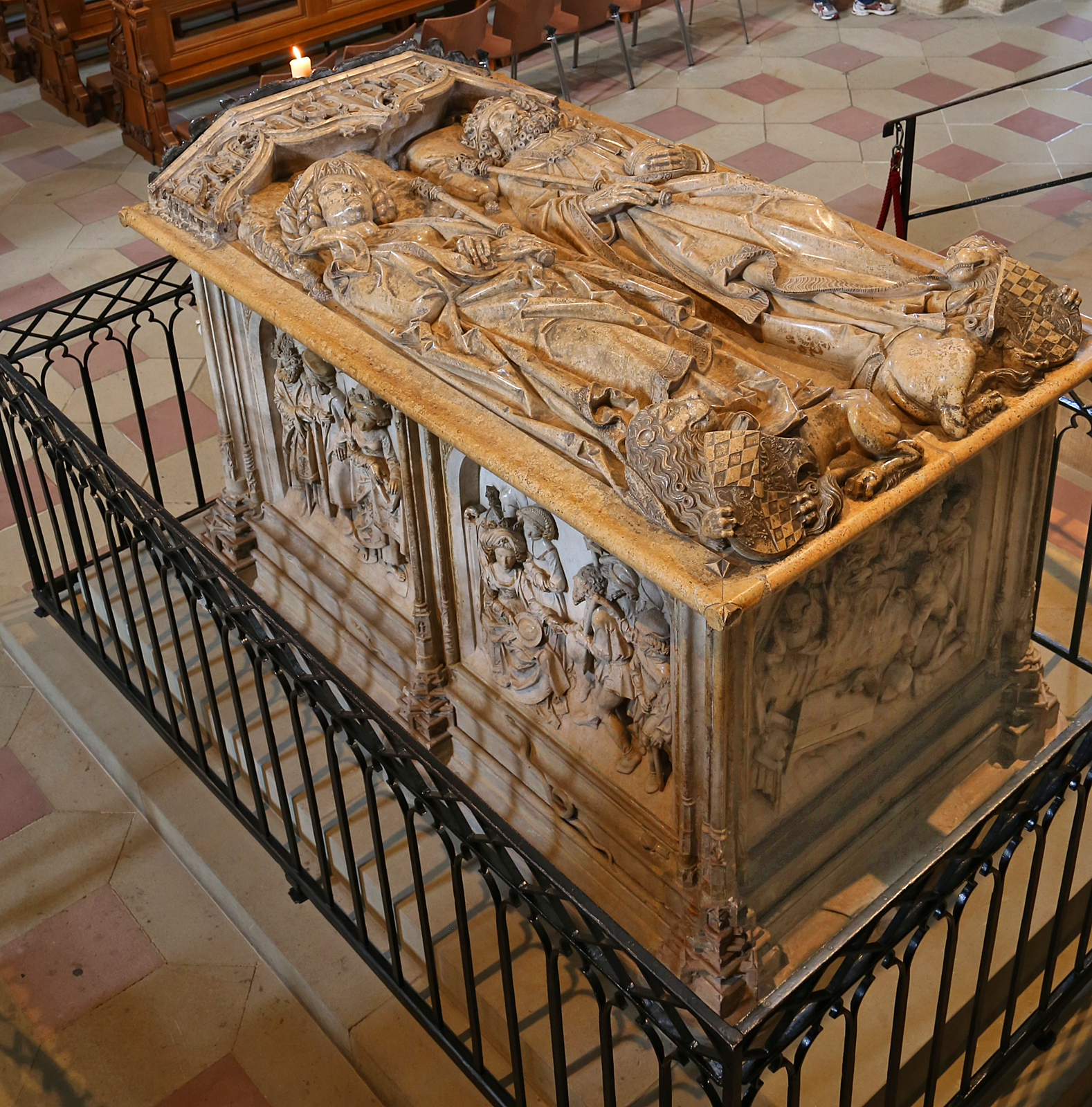
Hrob Jindřicha II. a jeho manželky Kunhuty z roku 1513
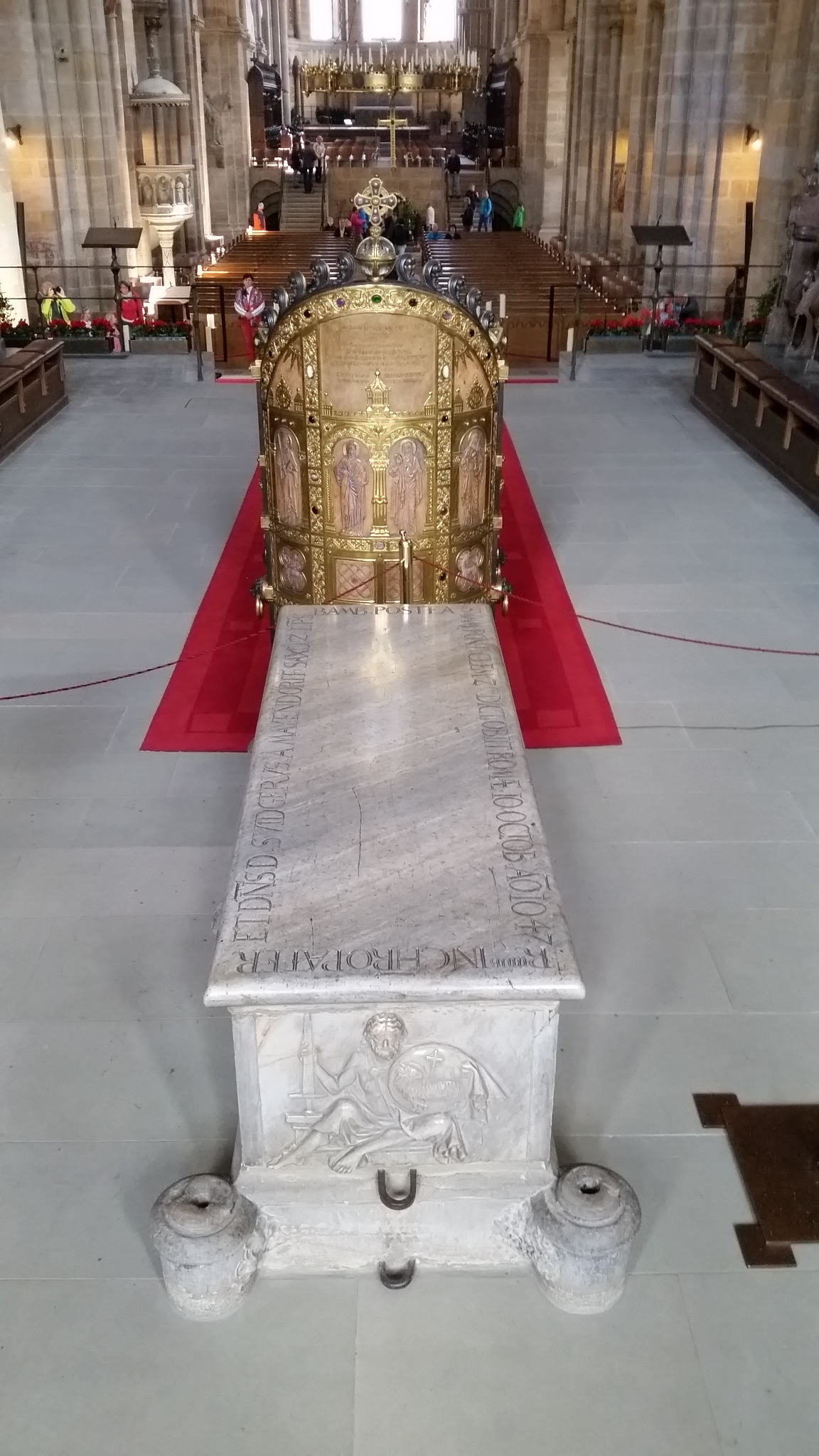
Hrob papeže Klementa II. umístěný za biskupskou katedrou
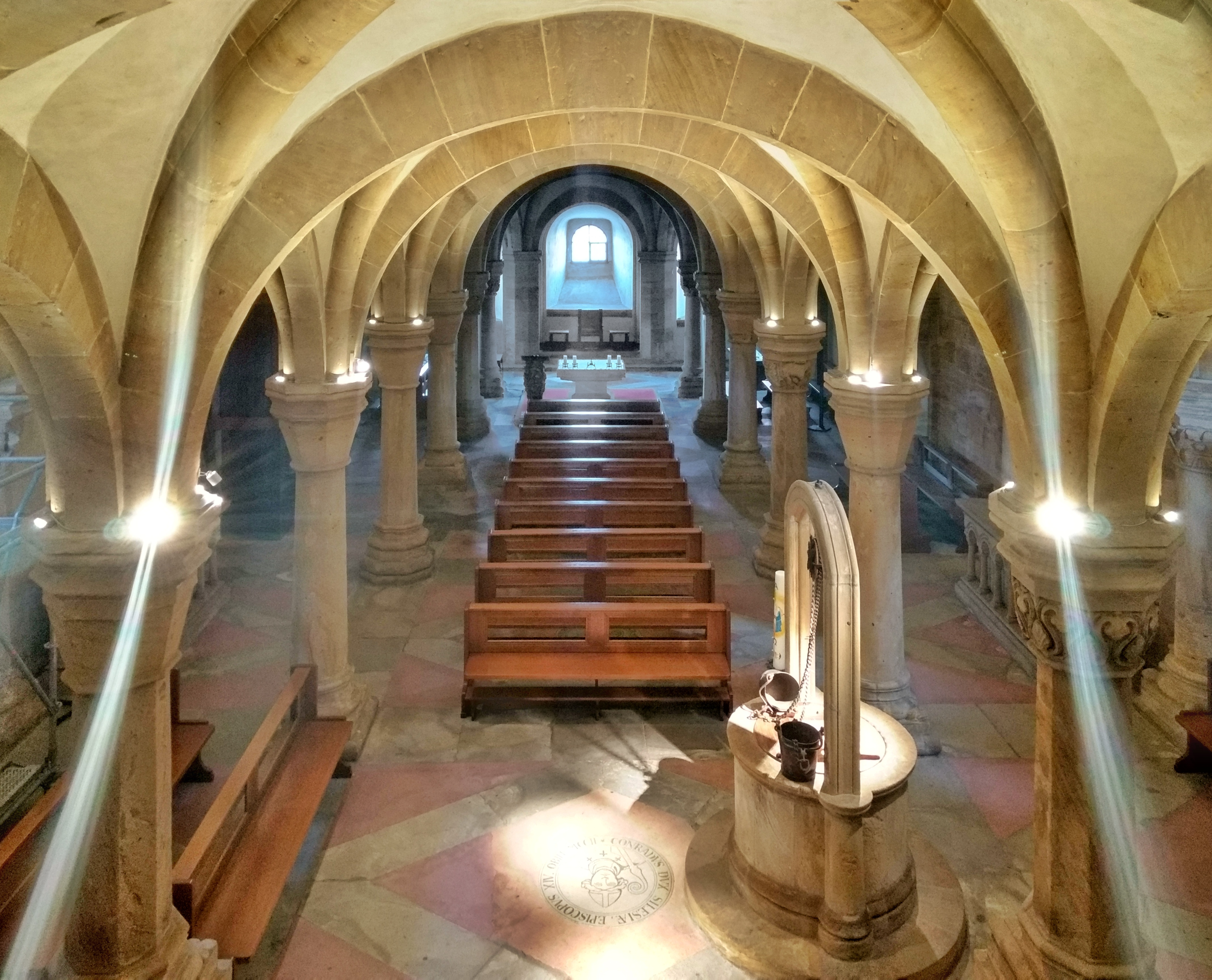
Krypta
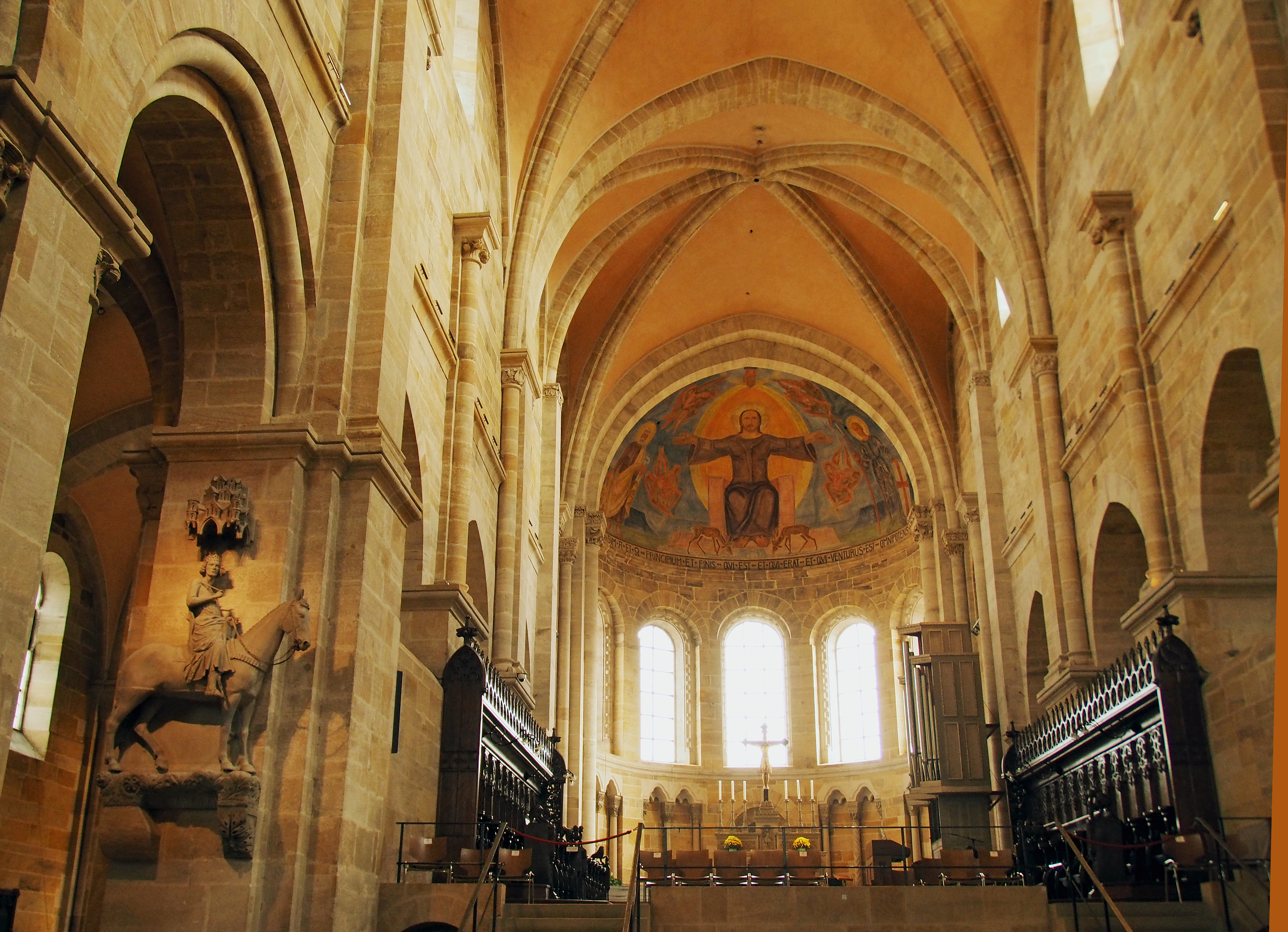
Východní chór sv. Jiří s freskou z roku 1928
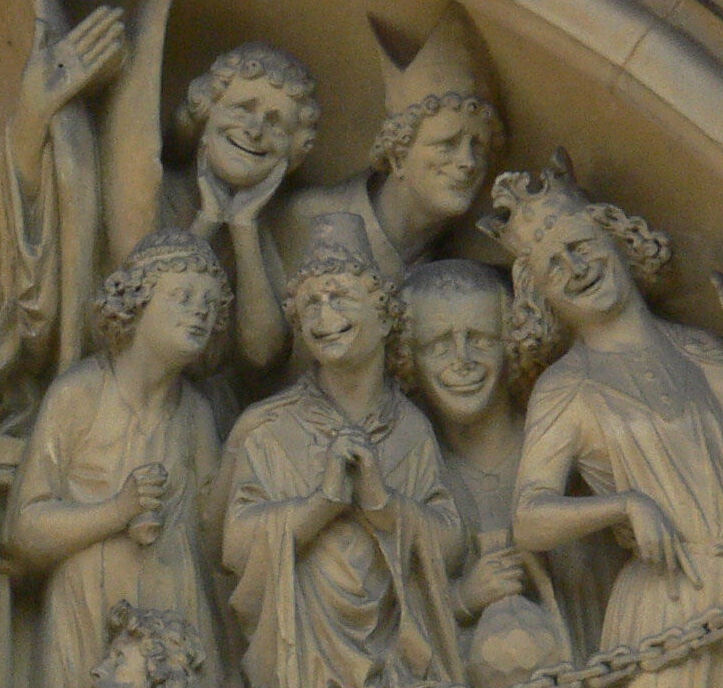
Smějící se proklatci na Posledním soudu tympanonu Knížecí brány
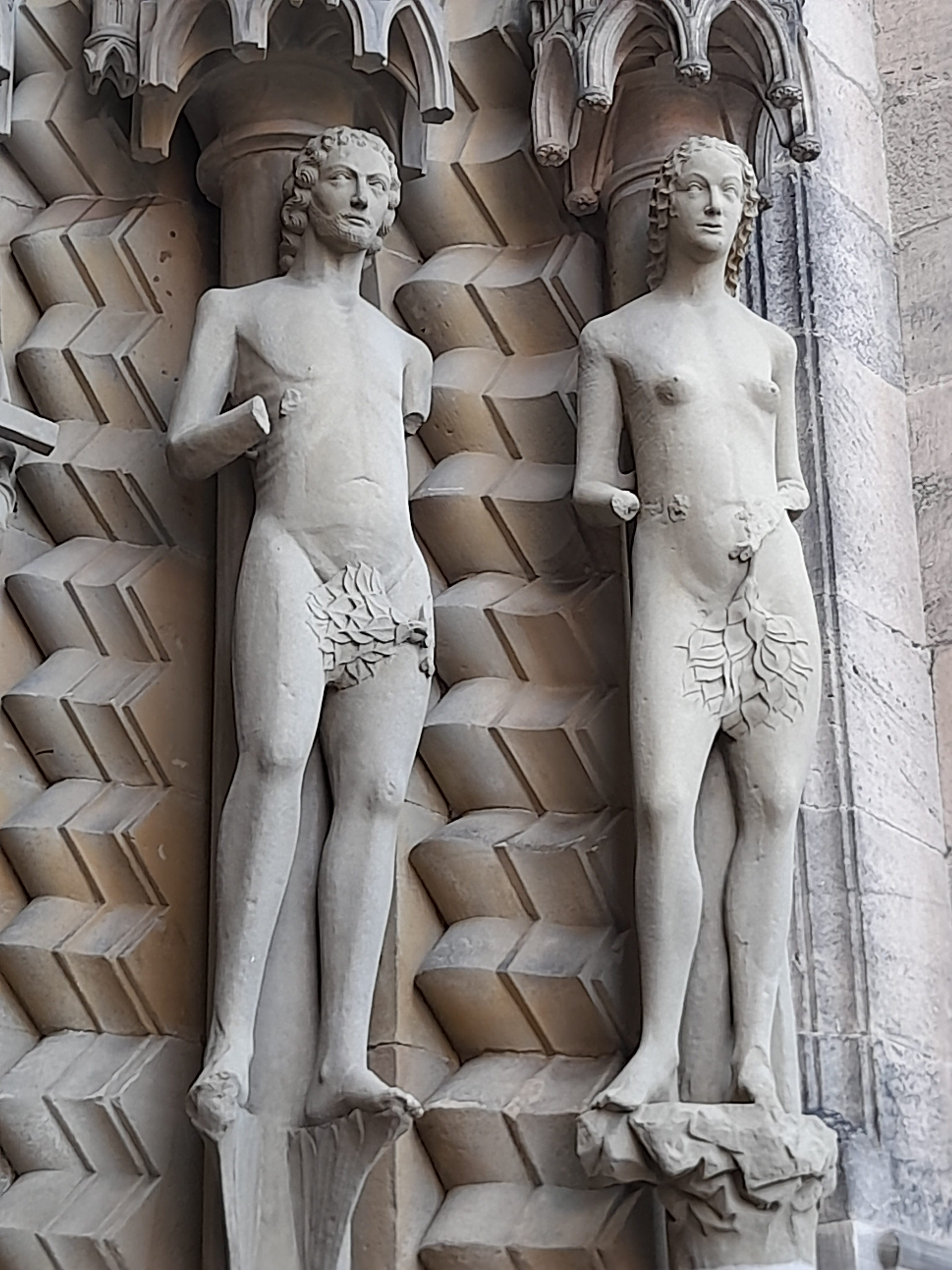
Adam a Eva na Adamově bráně